# Shin Yun-bok
Shin Yun-bok (en alfabeto hangul: 신윤복, 1758-1813) o más famoso por su seudónimo, Hyewon fue un pintor de Joseon. Con sus contamporáneos, Danwon y Geungjae, tiene un gran nombre en descripciones realistas de las vidas diarias de los públicos. Sus obras son relativamente más eróticas que las de Danwon, resultando su expulsión desde la corte.
Como la pintura fue frecuentemente una profesión hereditaria durante la dinastía, su abuelo y padre fueron las pintadores de la corte real. Con Danwon y Owon, Hyewon se considera uno de tres Wons de Joseon pintura.

## Biografía
No ha tenido mucho sobre su vida. Fue un hijo del pintor real Hanpyeong (hangul:한평, hanja:漢枰), colaborando un proceso de completar el retrato del rey Yeongjo y Jeongjo.
Hyewon ascendió un rango oficial de cheomjeoljesa (hangul:첨절제사, hanja:僉節制使) en el organ de dibujos llamado Dohwaseo(도화서,圖畵署) y fue famoso por los estilos diversos de pinturas: pinturas de género, paisaje y animales. Se considera Hyewon produjo muchas obras debido a su popularidad en su época.

## Estilo y legado
Aunque sus figuras ganaron gran influencia pero fue ocupadas por Kim Hong-do en unos puntos, él continuaba su estilo único. Comparado su estilo con de Danwon, Shin demostraba unos aspectos eróticos por dibujar unas vidas diarias y kisaeng. La selección suya de figuras, composición, y gráfica era muy diferente del estilo de Kim por usar los coroleres claros. Y además, Hyewon pintó unas escenas de chamanismo, vida diaria que ofrecen moda de vidas y costumbres de Joseon.
Sus paisajes utilizaron pinceladas activas que tuvieron la similitud con las obras de Yoon Jehong (윤제홍), un precursor de adaptar nuevos estilos. Especialmente, la característica fue no dejar margen en lienzo. Normalmente, los dibujos coreanos tuvieron tendencia de no llenar toda parte de lienzo lo que no pasaron sus pinturas. 
Pese a todo que escribiera unas versas cortas y sigilos en gran mayoría de sus obras, ningunas indican no dato ni duración de obra lo que da gran dificultad de definar pregreso de su estilo. Como un gigante pintor, lo ejerció gran influencia a sus seguidores.
Su álbum Hyewon Pungsokhwacheop (혜원 풍속화첩) contiene 30 obras y ahorita se conserva como N. 135˚ tesoro nacional de Corea del Sur desde 1970.

### Maestras
- Retrato de belleza (hangul:미인도, hanja: 美人圖) : Describe un tipo estándar de belleza durante Joseon. La fama de su obra es una expresión realística de hanbok.[9]
- Dano (hangul:단오도, hanja:端午圖) : Pintura en papel. Describe una escena de la festival tradicional dano; seminudez en arroyo, una mujer en hanbok rojo claro jugaba al columpio.[10]

## Galería

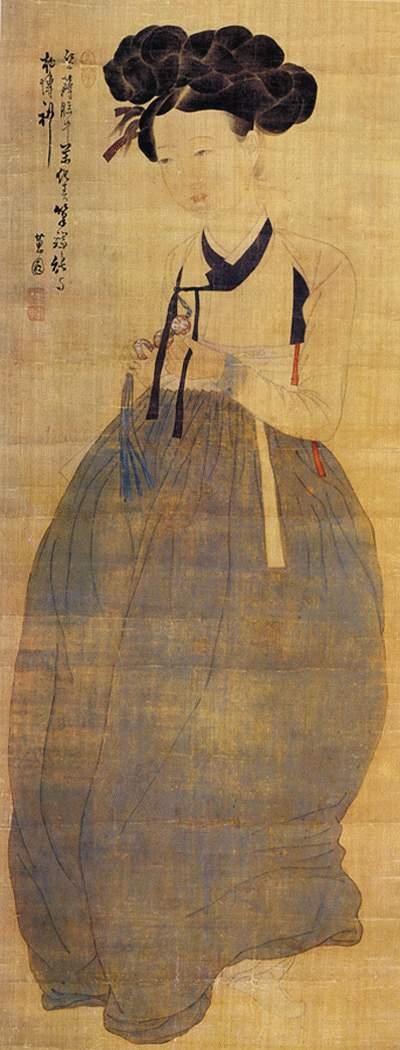
Retrato de belleza (미인도 美人圖)
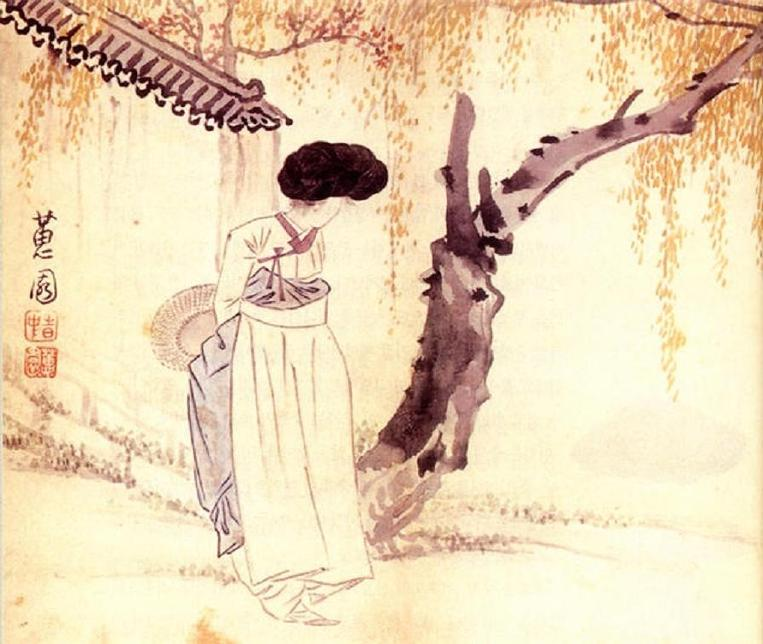
Espera (기다림)

Seis dibujos desde Yeosokdo Album (여속도첩):

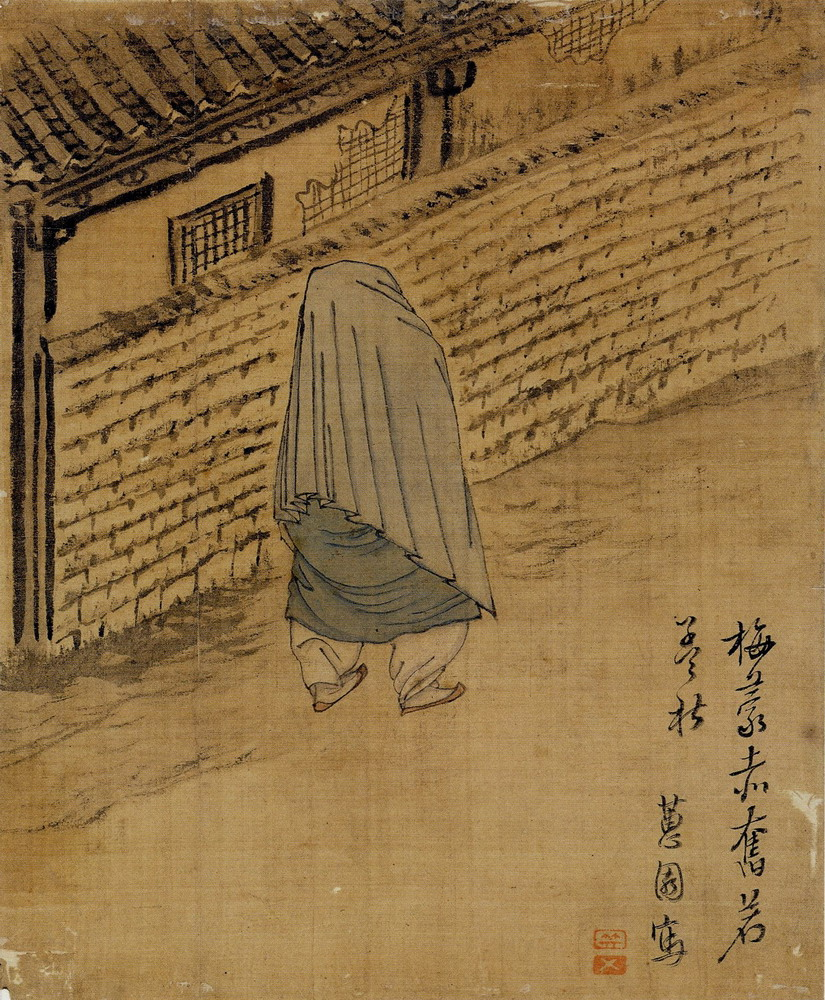
Mujer en sombrero (처네를 쓴 여인)
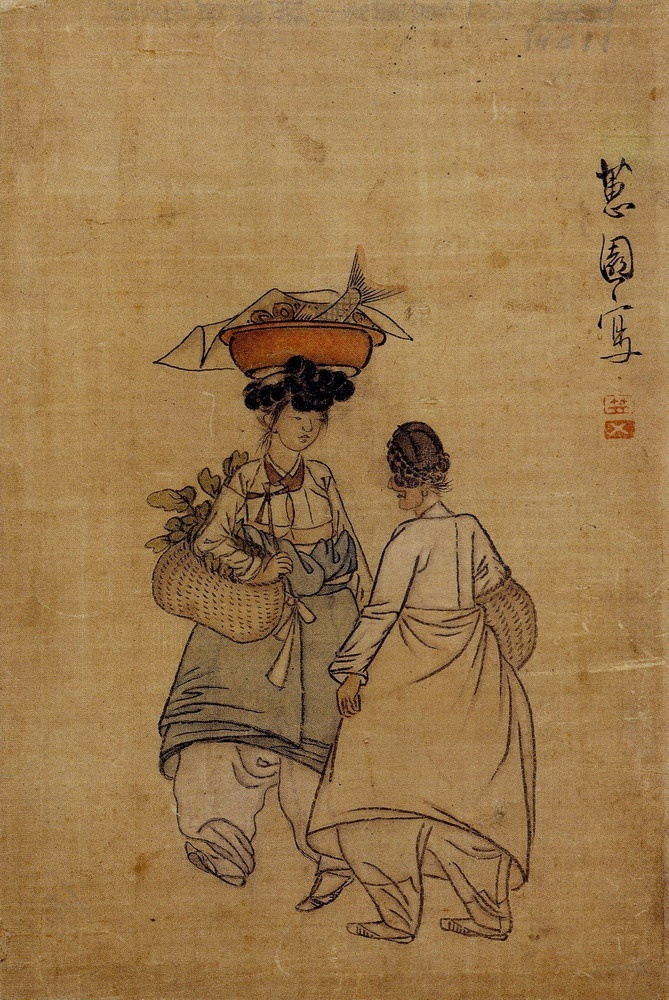
Mujer en un mercado de pez (어물장수)
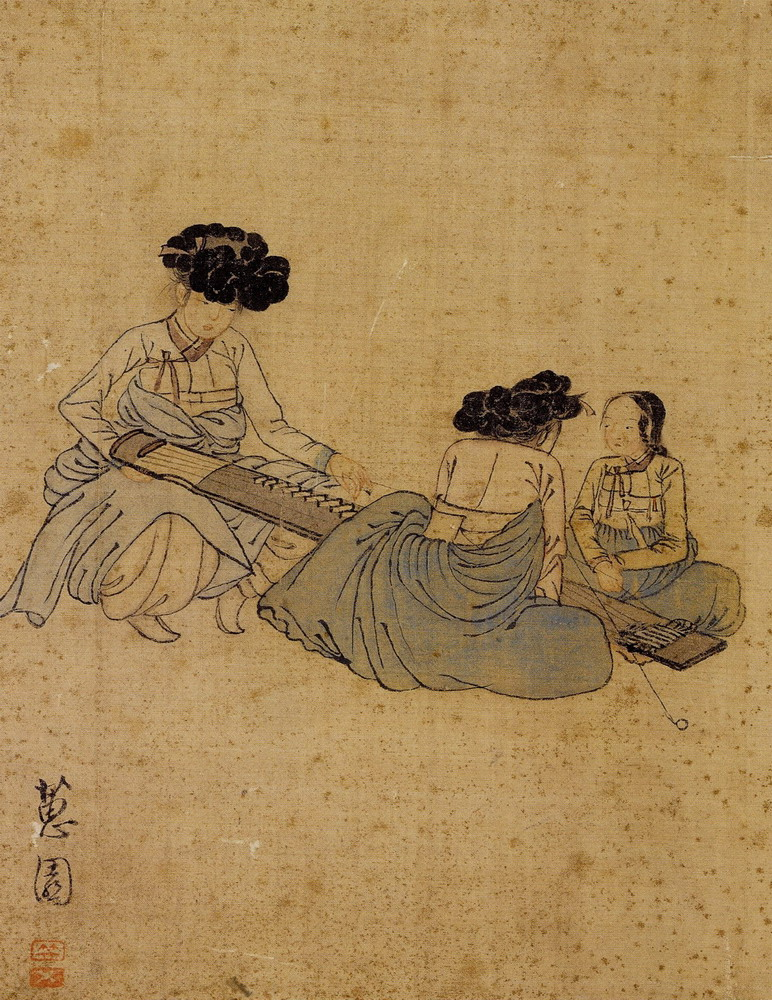
Mujer jugando geomungo (거문고 고르는 여인)
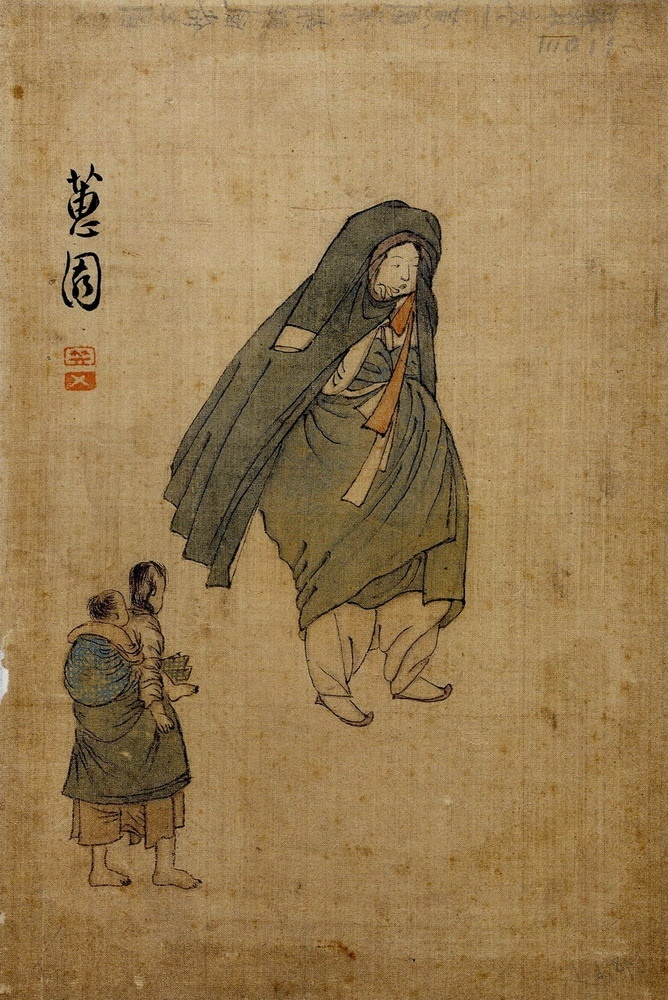
Mujer vestiéndose jangot (toca) (장옷 입은 여인)
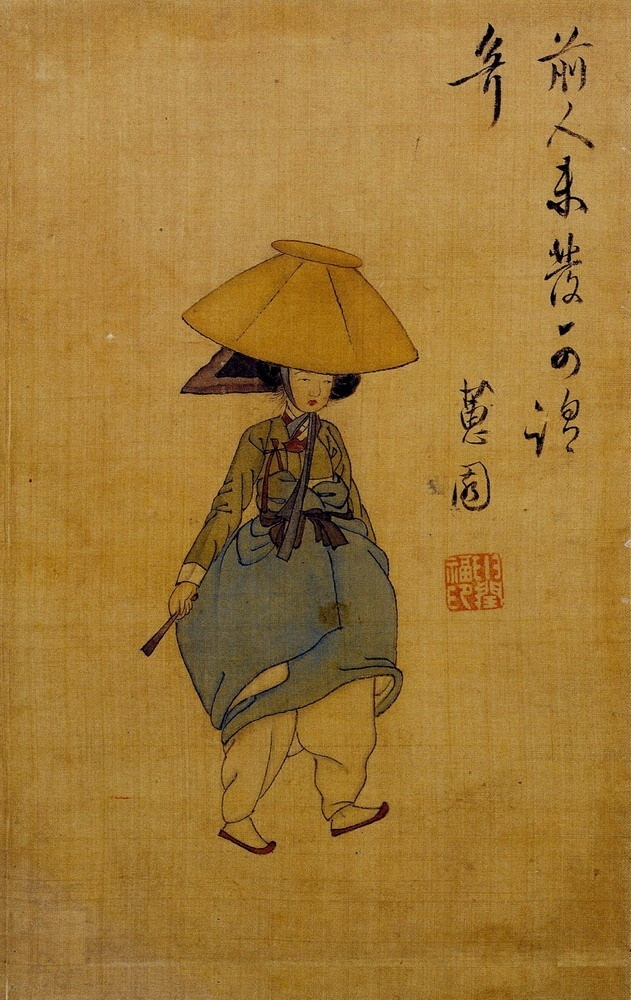
Mujer en sombrero rojo (전모쓴 여인)
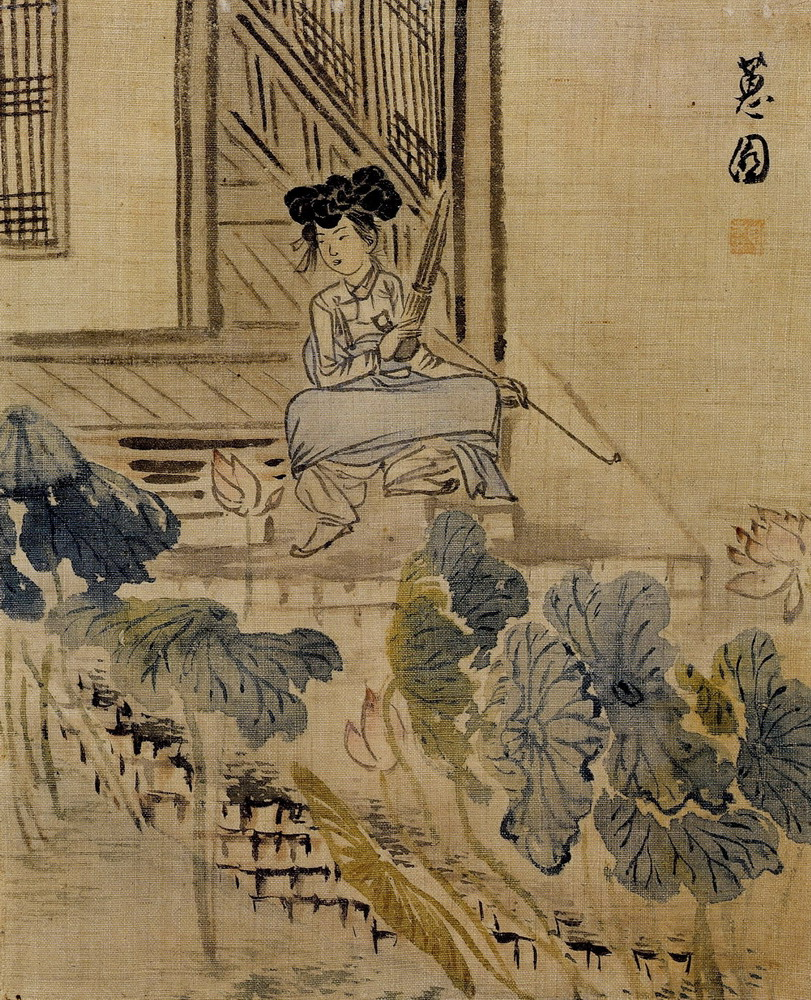
(연당의 여인)

Cuatro pinturas desde Pungsokdo. Véase Hyewon pungsokdo para galería completa (30 pinturas).

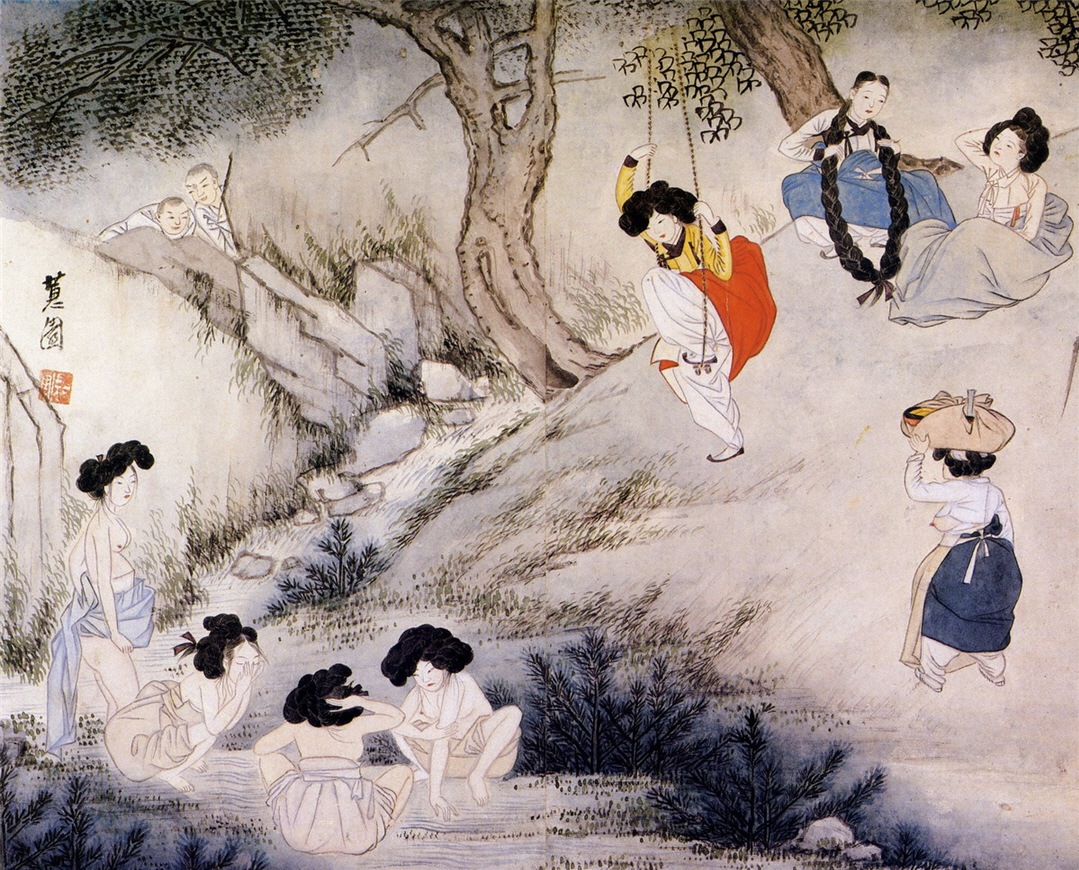
Scenery on dano (단오풍정 端午風情)
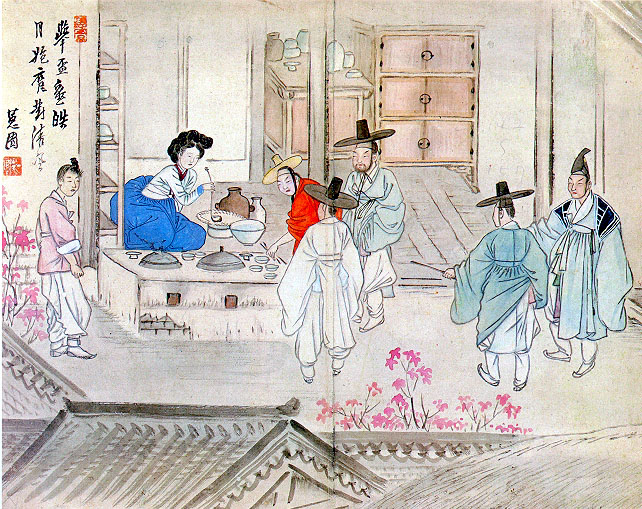
Una escena de borrachera (주사거배 酒肆擧盃)
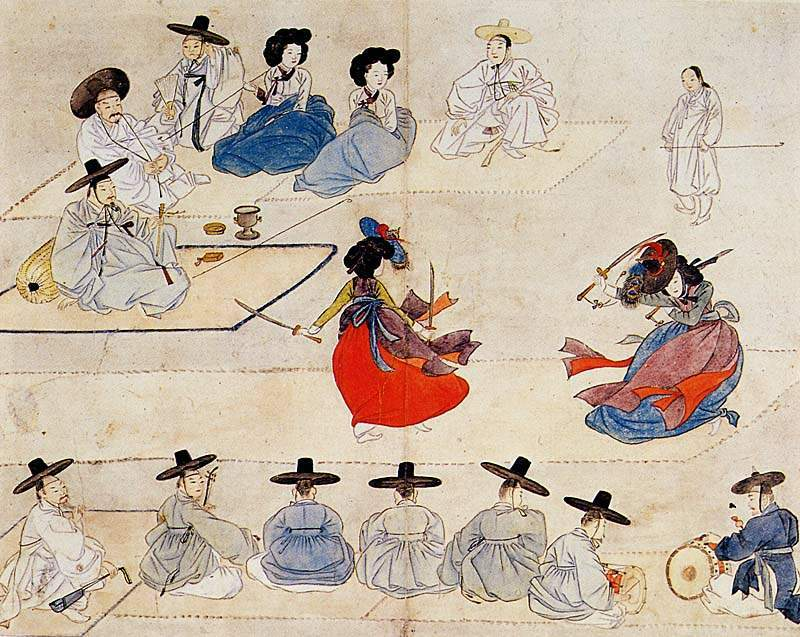
Gummu, el baile de espadas (쌍검대무 雙劍對舞)
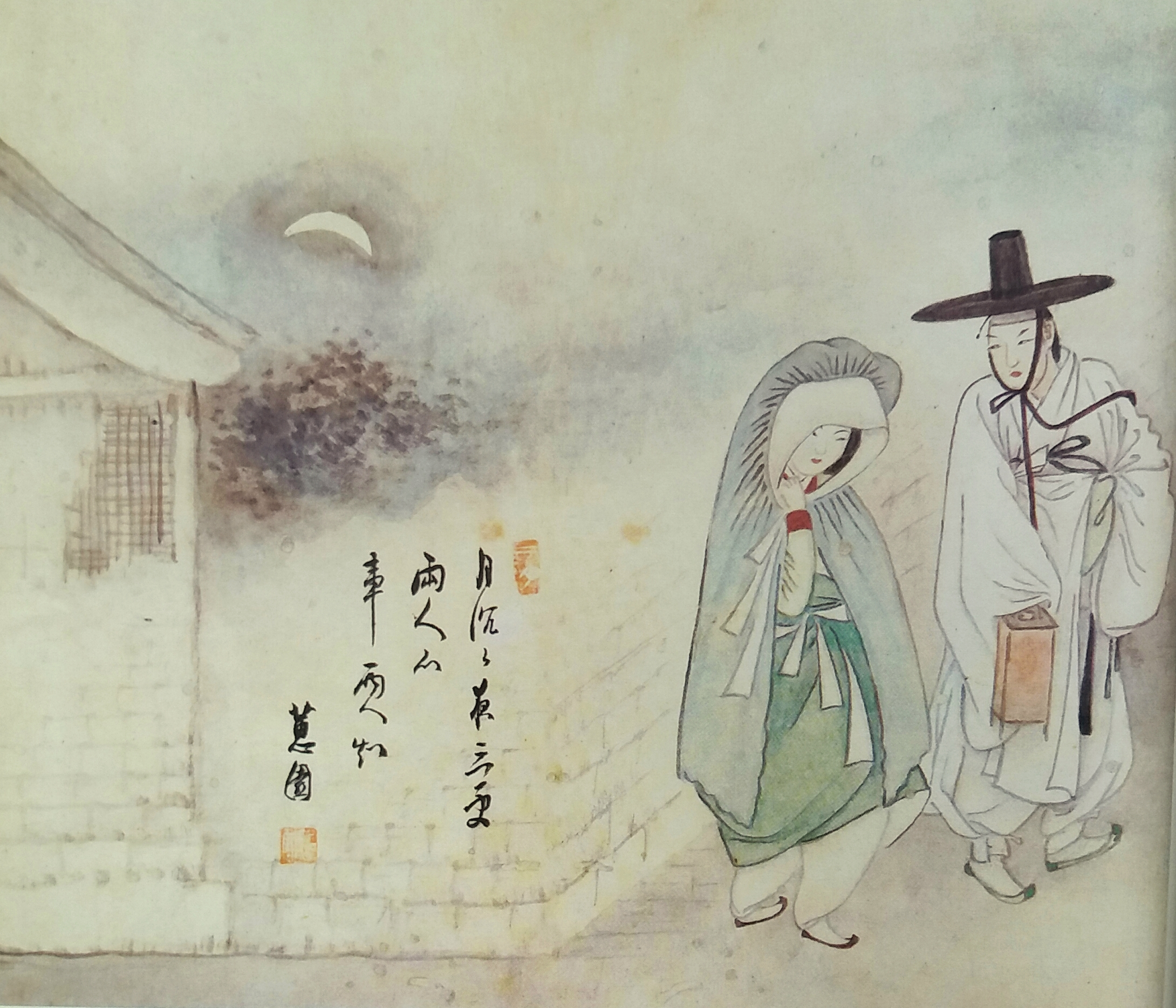
Novios bajo luna (월하정인 月下情人)